# Jackson Hill (Antarktika)
Der Jackson Hill ist ein 124 m hoher und markanter Hügel an der Ingrid-Christensen-Küste des ostantarktischen Prinzessin-Elisabeth-Lands. In den Vestfoldbergen ragt er am Südostufer des Scale Lake auf der Breidnes-Halbinsel auf.
Das Antarctic Names Committee of Australia benannte ihn nach Peter G. Jackson, Wetterbeobachter auf der Wilkes-Station im Jahr 1967 und auf der Davis-Station im Jahr 1969.